# Listă de filme americane din 1923
Aceasta este o listă de filme americane din 1923:
| Titlu                                | Regizor(i)                         | Actori                                                       | Gen               | Note           |
| ------------------------------------ | ---------------------------------- | ------------------------------------------------------------ | ----------------- | -------------- |
| Abysmal Brute                        | Hobart Henley                      | Reginald Denny, Mabel Julienne Scott                         | Sportiv           | Universal      |
| The Acquittal                        | Clarence Brown                     | Claire Windsor, Norman Kerry                                 | Mister            | Universal      |
| Adam and Eva                         | Robert G. Vignola                  | Marion Davies, T. Roy Barnes                                 | Comedie           | Paramount      |
| Coasta lui Adam                      | Cecil B. DeMille                   | Milton Sills, Elliott Dexter                                 | Drama             | Paramount      |
| The Age of Desire                    | Frank Borzage                      | Josef Swickard, William Collier Jr., Mary Philbin            | Drama             | First National |
| Alias the Night Wind                 | Joseph Franz                       | William Russell, Wade Boteler                                | Mystery           | Fox Film       |
| Alice Adams                          | Rowland V. Lee                     | Florence Vidor, Claude Gillingwater, Gertrude Astor          | Drama             | Independent    |
| All the Brothers Were Valiant        | Irvin Willat                       | Lon Chaney, Malcolm McGregor, Billie Dove                    | Adventure         | Metro          |
| Anna Christie                        | John Griffith Wray                 | Blanche Sweet, William Russell                               | Drama             | First National |
| April Showers                        | Tom Forman                         | Colleen Moore, Kenneth Harlan, Ruth Clifford                 | Romance           | Independent    |
| The Acquittal                        | Clarence Brown                     | Claire Windsor, Norman Kerry, Barbara Bedford                | Mystery           | Universal      |
| Around the World in Eighteen Days    | B. Reeves Eason, Robert F. Hill    | William Desmond, Laura La Plante                             | Adventure         | Universal      |
| Ashes of Vengeance                   | Frank Lloyd                        | Norma Talmadge, Conway Tearle, Wallace Beery                 | Drama             | First National |
| Backbone                             | Edward Sloman                      | Edith Roberts, Alfred Lunt                                   | Drama             | Goldwyn        |
| The Bad Man                          | Edwin Carewe                       | Holbrook Blinn, Jack Mulhall, Walter McGrail                 | Western           | First National |
| Bag and Baggage                      | Finis Fox                          | Gloria Grey, Carmelita Geraghty                              | Romantic comedy   | Selznick       |
| The Barefoot Boy                     | David Kirkland                     | John Bowers, Marjorie Daw, Sylvia Breamer                    | Drama             | Columbia       |
| Bavu                                 | Stuart Paton                       | Wallace Beery, Estelle Taylor, Forrest Stanley               | Drama             | Universal      |
| Bell Boy 13                          | William A. Seiter                  | Douglas MacLean, John Steppling                              | Comedy            | First National |
| Big Brother                          | Allan Dwan                         | Tom Moore, Edith Roberts                                     | Crime drama       | Paramount      |
| Big Dan                              | William A. Wellman                 | Charles Jones, Marian Nixon                                  | Comedy            | Universal      |
| The Bishop of the Ozarks             | Finis Fox                          | Milford W. Howard, Derelys Perdue                            | Drama             | FBO            |
| The Bolted Door                      | William Worthington                | Frank Mayo, Phyllis Haver                                    | Drama             | Universal      |
| Boston Blackie                       | Scott R. Dunlap                    | William Russell, Eva Novak                                   | Crime             | Fox Film       |
| Boy of Mine                          | William Beaudine                   | Ben Alexander, Rockliffe Fellowes, Henry B. Walthall         | Family drama      | First National |
| Black Oxen                           | Frank Lloyd                        | Corinne Griffith, Conway Tearle                              | Drama             | First National |
| Blinky                               | Edward Sedgwick                    | Hoot Gibson, Esther Ralston                                  | Comedy western    | Universal      |
| Blow Your Own Horn                   | James W. Horne                     | Warner Baxter, Ralph Lewis                                   | Comedy            | FBO            |
| Bluebeard's 8th Wife                 | Sam Wood                           | Gloria Swanson, Huntley Gordon                               | Romantic comedy   | Paramount      |
| Boy of Mine                          | William Beaudine                   | Rockliffe Fellowes, Irene Rich                               | Drama             | First National |
| Brass                                | Sidney Franklin                    | Monte Blue, Marie Prevost                                    | Romance           | Warner Bros.   |
| The Brass Bottle                     | Maurice Tourneur                   | Harry Myers, Ernest Torrence                                 | Comedy            | First National |
| Brass Commandments                   | Lynn Reynolds                      | William Farnum, Wanda Hawley                                 | Western           | Fox Film       |
| Breaking Into Society                | Hunt Stromberg                     | Bull Montana, Florence Gilbert                               | Comedy            | FBO            |
| Bright Lights of Broadway            | Webster Campbell                   | Doris Kenyon, Lowell Sherman                                 | Drama             | Independent    |
| The Bright Shawl                     | John S. Robertson                  | Richard Barthelmess, Dorothy Gish, Mary Astor                | Drama             | First National |
| The Broad Road                       | Edmund Mortimer                    | Richard Travers, May Allison                                 | Drama             | First National |
| Broadway Broke                       | J. Searle Dawley                   | Mary Carr, Percy Marmont                                     | Drama             | Selznick       |
| Broadway Gold                        | Edward Dillon                      | Elaine Hammerstein, Elliott Dexter                           | Drama             | Independent    |
| Broken Hearts of Broadway            | Irving Cummings                    | Colleen Moore, Johnnie Walker, Alice Lake                    | Drama             | Independent    |
| The Broken Wing                      | Tom Forman                         | Kenneth Harlan, Miriam Cooper                                | Comedy            | Independent    |
| Mothers-in-Law                       | Louis J. Gasnier                   | Ruth Clifford, Gaston Glass                                  | Drama             | Independent    |
| Bucking the Barrier                  | Colin Campbell                     | Dustin Farnum, Arline Pretty                                 | Drama             | Fox Film       |
| Burning Words                        | Stuart Paton                       | Laura La Plante, Harold Goodwin                              | Action            | Universal      |
| The Buster                           | Colin Campbell                     | Dustin Farnum, Francis McDonald                              | Western           | Fox Film       |
| The Call of the Canyon               | Victor Fleming                     | Richard Dix, Lois Wilson                                     | Western           | Paramount      |
| The Call of the Wild                 | Fred Jackman                       | Jack Mulhall, Sidney D'Albrook                               | Adventure         | Pathé Exchange |
| Cameo Kirby                          | John Ford                          | John Gilbert, Gertrude Olmstead                              | Drama             | Fox Film       |
| Can a Woman Love Twice?              | James W. Horne                     | Ethel Clayton, Kate Lester                                   | Drama             | FBO            |
| Canyon of the Fools                  | Val Paul                           | Harry Carey, Marguerite Clayton                              | Western           | FBO            |
| A Chapter in Her Life                | Lois Weber                         | Claude Gillingwater, Jacqueline Gadsden                      | Drama             | Universal      |
| Chastity                             | Victor Schertzinger                | Katherine MacDonald, Huntley Gordon                          | Drama             | First National |
| The Cheat                            | George Fitzmaurice                 | Pola Negri, Jack Holt                                        | Drama             | Paramount      |
| Children of Dust                     | Frank Borzage                      | Johnnie Walker, Pauline Garon                                | Drama             | First National |
| Children of Jazz                     | Jerome Storm                       | Theodore Kosloff, Ricardo Cortez, Eileen Percy               | Comedy            | Paramount      |
| The Christian                        | Maurice Tourneur                   | Richard Dix, Mae Busch, Gareth Hughes                        | Drama             | Goldwyn        |
| Circus Days                          | Eddie Cline                        | Jackie Coogan, Claire McDowell                               | Comedy            | First National |
| The Clean-Up                         | William Parke                      | Herbert Rawlinson, Claire Adams                              | Drama             | Universal      |
| The Common Law                       | George Archainbaud                 | Corinne Griffith, Conway Tearle                              | Drama             | Selznick       |
| Cordelia the Magnificent             | George Archainbaud                 | Clara Kimball Young, Huntley Gordon                          | Mystery           | Metro          |
| The Country Kid                      | William Beaudine                   | Wesley Barry, Spec O'Donnell, Bruce Guerin                   | Comedy drama      | Warner Bros.   |
| The Courtship of Miles Standish      | Frederic Sullivan                  | Charles Ray, Enid Bennett, Sam De Grasse                     | Historical        | Independent    |
| The Covered Wagon                    | James Cruze                        | J. Warren Kerrigan, Lois Wilson, Alan Hale                   | Western           | Paramount      |
| Crashin' Thru                        | Val Paul                           | Harry Carey, Cullen Landis                                   | Western           | FBO            |
| The Cricket on the Hearth            | Lorimer Johnston                   | Josef Swickard, Fritzi Ridgeway, Virginia Brown Faire        | Comedy            | Selznick       |
| Crinoline and Romance                | Harry Beaumont                     | Viola Dana, Claude Gillingwater, John Bowers                 | Comedy            | Metro          |
| Crooked Alley                        | Robert F. Hill                     | Thomas Carrigan, Laura La Plante                             | Crime             | Universal      |
| Crossed Wires                        | King Baggot                        | Gladys Walton, Eddie Gribbon                                 | Crime             | Universal      |
| Cupid's Fireman                      | William A. Wellman                 | Buck Jones, Marian Nixon                                     | Adventure         | Fox Film       |
| The Custard Cup                      | Herbert Brenon                     | Mary Carr, Ben Lyon                                          | Drama             | Fox Film       |
| Daddy                                | E. Mason Hopper                    | Jackie Coogan, Josie Sedgwick                                | Drama             | First National |
| The Dancer of the Nile               | William P. S. Earle                | Carmel Myers, Sam De Grasse                                  | Drama             | FBO            |
| The Dangerous Age                    | John M. Stahl                      | Lewis Stone, Edith Roberts, Ruth Clifford                    | Drama             | First National |
| The Dangerous Maid                   | Victor Heerman                     | Constance Talmadge, Conway Tearle, Charles K. Gerrard        | Historical comedy | First National |
| The Daring Years                     | Kenneth Webb                       | Mildred Harris, Charles Emmett Mack, Clara Bow               | Melodrama         | Independent    |
| Dark Secrets                         | Victor Fleming                     | Dorothy Dalton, Robert Ellis                                 | Drama             | Paramount      |
| The Darling of New York              | King Baggot                        | Sheldon Lewis, Gladys Brockwell                              | Comedy            | Universal      |
| Daughters of the Rich                | Louis J. Gasnier                   | Miriam Cooper, Gaston Glass                                  | Drama             | Independent    |
| The Day of Faith                     | Tod Browning                       | Eleanor Boardman, Tyrone Power Sr                            | Drama             | Goldwyn        |
| Daytime Wives                        | Emile Chautard                     | Wyndham Standing, Grace Darmond                              | Drama             | FBO            |
| Dead Game                            | Edward Sedgwick                    | Hoot Gibson, Robert McKim                                    | Western           | Universal      |
| Defying Destiny                      | Louis Chaudet                      | Monte Blue, Irene Rich                                       | Drama             | Selznick       |
| Desert Driven                        | Val Paul                           | Harry Carey, Marguerite Clayton                              | Western           | FBO            |
| Desire                               | Rowland V. Lee                     | Marguerite De La Motte, John Bowers, Estelle Taylor          | Drama             | Metro          |
| The Destroying Angel                 | W. S. Van Dyke                     | Leah Baird, John Bowers                                      | Romantic comedy   | Independent    |
| Divorce                              | Chester Bennett                    | Jane Novak, John Bowers                                      | Drama             | FBO            |
| Does It Pay?                         | Charles Horan                      | Hope Hampton, Robert T. Haines                               | Drama             | Fox Film       |
| Dollar Devils                        | Victor Schertzinger                | Eva Novak, Cullen Landis                                     | Drama             | Independent    |
| Don Quickshot of the Rio Grande      | George Marshall                    | Jack Hoxie, William Steele                                   | Western           | Universal      |
| Don't Call It Love                   | William C. de Mille                | Agnes Ayres, Jack Holt, Nita Naldi                           | Comedy            | Paramount      |
| Don't Marry for Money                | Clarence Brown                     | House Peters, Rubye De Remer                                 | Drama             | Independent    |
| Double Dealing                       | Henry Lehrman                      | Hoot Gibson, Helen Ferguson, Betty Francisco                 | Comedy            | Universal      |
| Drifting                             | Tod Browning                       | Priscilla Dean, Matt Moore                                   | Drama             | Universal      |
| Driven                               | Charles Brabin                     | Emily Fitzroy, Burr McIntosh                                 | Romance           | Universal      |
| Drums of Fate                        | Charles Maigne                     | Mary Miles Minter, George Fawcett                            | Drama             | Paramount      |
| The Drums of Jeopardy                | Edward Dillon                      | Elaine Hammerstein, Wallace Beery, Jack Mulhall              | Mystery           | Independent    |
| Dulcy                                | Sidney Franklin                    | Constance Talmadge, Claude Gillingwater                      | Comedy            | First National |
| The Eagle's Feather                  | Edward Sloman                      | James Kirkwood, Mary Alden                                   | Western           | Metro Pictures |
| East Side - West Side                | Irving Cummings                    | Kenneth Harlan, Eileen Percy                                 | Drama             | Independent    |
| The Eleventh Hour                    | Bernard J. Durning                 | Shirley Mason, Buck Jones                                    | Action            | Fox Film       |
| Enemies of Women                     | Alan Crosland                      | Alma Rubens, Lionel Barrymore, Gareth Hughes                 | Romance           | Goldwyn        |
| The Eternal City                     | George Fitzmaurice                 | Lionel Barrymore, Bert Lytell, Barbara La Marr               | Drama             | First National |
| The Eternal Struggle                 | Reginald Barker                    | Renée Adorée, Earle Williams, Barbara La Marr                | Drama             | Metro          |
| The Eternal Three                    | Marshall Neilan                    | Hobart Bosworth, Claire Windsor, Bessie Love                 | Drama             | Goldwyn        |
| Eyes of the Forest                   | Lambert Hillyer                    | Tom Mix, Pauline Starke                                      | Western           | Fox Film       |
| The Exciters                         | Maurice S. Campbell                | Bebe Daniels, Antonio Moreno                                 | Romance           | Paramount      |
| The Exiles                           | Edmund Mortimer                    | John Gilbert, John Webb Dillion                              | Drama             | Fox Film       |
| The Extra Girl                       | F. Richard Jones                   | Mabel Normand, Ralph Graves                                  | Comedy            | Pathé Exchange |
| The Face on the Bar-Room Floor       | John Ford                          | Henry B. Walthall, Ruth Clifford                             | Drama             | Fox Film       |
| The Fair Cheat                       | Burton L. King                     | Edmund Breese, Wilfred Lytell, Dorothy Mackaill              | Comedy            | FBO            |
| The Famous Mrs. Fair                 | Fred Niblo                         | Myrtle Stedman, Huntley Gordon, Marguerite De La Motte       | Drama             | Metro          |
| Fashion Row                          | Robert Z. Leonard                  | Mae Murray, Earle Foxe                                       | Drama             | Tiffany        |
| Fashionable Fakers                   | William Worthington                | Johnnie Walker, J. Farrell MacDonald                         | Comedy            | FBO            |
| The Fighting Blade                   | John S. Robertson                  | Richard Barthelmess, Dorothy Mackaill                        | Historical        | First National |
| The First Degree                     | Edward Sedgwick                    | Frank Mayo, Sylvia Breamer                                   | Drama             | Universal      |
| The Flame of Life                    | Hobart Henley                      | Priscilla Dean, Kathryn McGuire, Wallace Beery               | Drama             | Universal      |
| Flaming Youth                        | John Francis Dillon                | Colleen Moore, Milton Sills, Elliott Dexter                  | Drama             | First National |
| The Flying Dutchman                  | Lloyd B. Carleton                  | Lawson Butt, Ella Hall                                       | Romance           | FBO            |
| The Fog                              | Paul Powell                        | Mildred Harris, Louise Fazenda                               | Drama             | Metro          |
| Fog Bound                            | Irvin Willat                       | Dorothy Dalton, David Powell, Martha Mansfield               | Drama             | Paramount      |
| Fools and Riches                     | Herbert Blaché                     | Herbert Rawlinson, Katherine Perry                           | Drama             | Universal      |
| The Footlight Ranger                 | Scott R. Dunlap                    | Buck Jones, Fritzi Brunette                                  | Western           | Fox Film       |
| Forgive and Forget                   | Howard M. Mitchell                 | Estelle Taylor, Pauline Garon                                | Mystery           | Columbia       |
| The Fourth Musketeer                 | William K. Howard                  | Johnnie Walker, Eileen Percy, Eddie Gribbon                  | Drama             | FBO            |
| The French Doll                      | Robert Z. Leonard                  | Mae Murray, Orville Caldwell                                 | Drama             | Tiffany        |
| A Friendly Husband                   | John G. Blystone                   | Lupino Lane, Alberta Vaughn, Eva Thatcher                    | Comedy            | Fox Film       |
| Fury                                 | Henry King                         | Richard Barthelmess, Tyrone Power Sr                         | Adventure         | First National |
| Garrison's Finish                    | Arthur Rosson                      | Madge Bellamy, Jack Pickford, Ethel Grey Terry               | Sports drama      | Independent    |
| Gentle Julia                         | Rowland V. Lee                     | Bessie Love, Harold Goodwin                                  | Romance           | Fox Film       |
| The Gentleman from America           | Edward Sedgwick                    | Hoot Gibson, Louise Lorraine, Carmen Phillips                | Comedy–Western    | Universal      |
| A Gentleman of Leisure               | Joseph Henabery                    | Jack Holt, Sigrid Holmquist                                  | Comedy            | Paramount      |
| The Ghost Patrol                     | Nat Ross                           | Ralph Graves, Bessie Love                                    | Drama             | Universal      |
| Gimme                                | Rupert Hughes                      | Helene Chadwick, Gaston Glass                                | Comedy            | Goldwyn        |
| The Girl I Loved                     | Joe De Grasse                      | Charles Ray, Patsy Ruth Miller                               | Drama             | United Artists |
| The Glimpses of the Moon             | Allan Dwan                         | Bebe Daniels, David Powell, Nita Naldi                       | Drama             | Paramount      |
| Going Up                             | Lloyd Ingraham                     | Douglas MacLean, Edna Murphy, Francis McDonald               | Comedy            | Independent    |
| The Girl of the Golden West          | Edwin Carewe                       | Sylvia Breamer, Russell Simpson                              | Western           | First National |
| The Girl Who Came Back               | Tom Forman                         | Miriam Cooper, Gaston Glass, Kenneth Harlan                  | Drama             | Independent    |
| The Gold Diggers                     | Harry Beaumont                     | Hope Hampton, Wyndham Standing, Louise Fazenda               | Comedy            | Warner Bros.   |
| Goodbye Girls                        | Jerome Storm                       | William Russell, Carmel Myers                                | Comedy            | Fox Film       |
| Gossip                               | King Baggot                        | Gladys Walton, Ramsey Wallace                                | Drama             | Universal      |
| The Go-Getter                        | Edward H. Griffith                 | T. Roy Barnes, Seena Owen                                    | Comedy            | Paramount      |
| The Grail                            | Colin Campbell                     | Dustin Farnum, Peggy Shaw                                    | Western           | Fox Film       |
| The Gunfighter                       | Lynn Reynolds                      | William Farnum, Doris May                                    | Western           | Fox Film       |
| The Governor's Lady                  | Harry Millarde                     | Jane Grey, Anna Luther                                       | Drama             | Fox Film       |
| The Green Goddess                    | Sidney Olcott                      | George Arliss, Alice Joyce                                   | Adventure         | Goldwyn        |
| Grumpy                               | William C. deMille                 | Theodore Roberts, May McAvoy, Conrad Nagel                   | Drama             | Paramount      |
| Haldane of the Secret Service        | Harry Houdini                      | Harry Houdini, Gladys Leslie                                 | Adventure         | FBO            |
| The Handy Man                        | Robert P. Kerr                     | Stan Laurel                                                  | Comedy            | Independent    |
| Hearts Aflame                        | Reginald Barker                    | Frank Keenan, Anna Q. Nilsson                                | Drama             | Metro          |
| The Heart Raider                     | Wesley Ruggles                     | Agnes Ayres, Mahlon Hamilton, Charles Ruggles                | Romantic comedy   | Paramount      |
| Held to Answer                       | Harold M. Shaw                     | House Peters, Evelyn Brent                                   | Drama             | Metro          |
| Hell's Hole                          | Emmett J. Flynn                    | Buck Jones, Ruth Clifford                                    | Western           | Fox Film       |
| Her Accidental Husband               | Dallas M. Fitzgerald               | Miriam Cooper, Forrest Stanley                               | Drama             | Columbia       |
| Her Fatal Millions                   | William Beaudine                   | Viola Dana, Huntley Gordon, Allan Forrest                    | Comedy            | Metro          |
| Her Reputation                       | John Griffith Wray                 | May McAvoy, Lloyd Hughes                                     | Drama             | First National |
| Her Temporary Husband                | John McDermott                     | Owen Moore, Syd Chaplin, Sylvia Breamer                      | Comedy            | First National |
| The Hero                             | Louis J. Gasnier                   | Gaston Glass, Barbara La Marr                                | Drama             | Independent    |
| His Children's Children              | Sam Wood                           | Bebe Daniels, James Rennie, Dorothy Mackaill                 | Drama             | Paramount      |
| His Mystery Girl                     | Robert F. Hill                     | Herbert Rawlinson, Ruth Dwyer                                | Comedy            | Universal      |
| Hollywood                            | James Cruze                        | George K. Arthur, Ruby Lafayette                             | Comedy            | Paramount      |
| Homeward Bound                       | Ralph Ince                         | Thomas Meighan, Lila Lee                                     | Adventure         | Paramount      |
| Hoodman Blind                        | John Ford                          | David Butler, Gladys Hulette                                 | Drama             | Fox Film       |
| Human Wreckage                       | John Griffith Wray                 | Dorothy Davenport, Bessie Love                               | Drama             | FBO            |
| The Hunchback of Notre Dame          | Wallace Worsley                    | Lon Chaney, Patsy Ruth Miller, Norman Kerry                  | Drama             | Universal      |
| The Huntress                         | John Francis Dillon, Lynn Reynolds | Colleen Moore, Lloyd Hughes                                  | Drama             | First National |
| If Winter Comes                      | Harry Millarde                     | Percy Marmont, Raymond Bloomer                               | Drama             | Fox Film       |
| In Search of a Thrill                | Oscar Apfel                        | Viola Dana, Warner Baxter                                    | Drama             | Metro          |
| In the Palace of the King            | Emmett J. Flynn                    | Blanche Sweet, Pauline Starke, Edmund Lowe                   | Historical        | Goldwyn        |
| Innocence                            | Edward J. Le Saint                 | Anna Q. Nilsson, Earle Foxe                                  | Drama             | Columbia       |
| The Isle of Lost Ships               | Maurice Tourneur                   | Anna Q. Nilsson, Milton Sills                                | Adventure         | First National |
| Itching Palms                        | James W. Horne                     | Tom Gallery, Herschel Mayall                                 | Horror            | FBO            |
| Java Head                            | George Melford                     | Leatrice Joy, Jacqueline Logan                               | Drama             | Paramount      |
| Jazzmania                            | Robert Z. Leonard                  | Mae Murray, Rod LaRocque                                     | Drama             | Metro          |
| Jealous Husbands                     | Maurice Tourneur                   | Earle Williams, Jane Novak                                   | Drama             | First National |
| Kentucky Days                        | David Selman                       | Dustin Farnum, Bruce Gordon                                  | Adventure         | Fox Film       |
| Kindled Courage                      | William Worthington                | Hoot Gibson, Beatrice Burnham                                | Western           | Universal      |
| The Last Hour                        | Edward Sloman                      | Milton Sills, Carmel Myers                                   | Crime             | Independent    |
| The Last Moment                      | J. Parker Read Jr.                 | Henry Hull, Doris Kenyon                                     | Thriller          | Goldwyn        |
| Law of the Lawless                   | Victor Fleming                     | Dorothy Dalton, Charles de Rochefort                         | Drama             | Paramount      |
| Lawful Larceny                       | Allan Dwan                         | Hope Hampton, Conrad Nagel, Nita Naldi                       | Drama             | Paramount      |
| The Leavenworth Case                 | Charles Giblyn                     | Seena Owen, Wilfred Lytell                                   | Mystery           | Vitagraph      |
| Legally Dead                         | William Parke                      | Milton Sills, Claire Adams                                   | Crime             | Universal      |
| The Leopardess                       | Henry Kolker                       | Alice Brady, Montagu Love                                    | Drama             | Paramount      |
| Let's Go                             | William K. Howard                  | Richard Talmadge, Eileen Percy                               | Adventure         | Independent    |
| Lights Out                           | Alfred Santell                     | Ruth Stonehouse, Walter McGrail, Theodore von Eltz           | Crime             | FBO            |
| The Light That Failed                | George Melford                     | Jacqueline Logan, Percy Marmont, David Torrence              | Drama             | Paramount      |
| Little Church Around the Corner      | William A. Seiter                  | Claire Windsor, Kenneth Harlan                               | Drama             | Warner Bros.   |
| The Little Girl Next Door            | W. S. Van Dyke                     | Pauline Starke, James W. Morrison                            | Drama             | Independent    |
| Little Johnny Jones                  | Arthur Rosson                      | Wyndham Standing, Margaret Seddon                            | Comedy            | Warner Bros.   |
| Little Old New York                  | Sidney Olcott                      | Marion Davies, Harrison Ford                                 | Historical        | Goldwyn        |
| The Lone Star Ranger                 | Lambert Hillyer                    | Tom Mix, Billie Dove                                         | Western           | Fox Film       |
| The Lonely Road                      | Victor Schertzinger                | Katherine MacDonald, Orville Caldwell                        | Drama             | First National |
| Long Live the King                   | Victor Schertzinger                | Jackie Coogan, Rosemary Theby, Alan Hale                     | Drama             | Metro          |
| Look Your Best                       | Rupert Hughes                      | Colleen Moore, Antonio Moreno                                | Comedy            | Goldwyn        |
| Lost and Found on a South Sea Island | Raoul Walsh                        | House Peters, Pauline Starke, Antonio Moreno                 | Drama             | Goldwyn        |
| Lovebound                            | Henry Otto                         | Shirley Mason, Alan Roscoe                                   | Crime             | Fox Film       |
| The Love Brand                       | Stuart Paton                       | Roy Stewart, Margaret Landis                                 | Western           | Universal      |
| The Love Letter                      | King Baggot                        | Gladys Walton, Fontaine La Rue                               | Crime             | Universal      |
| The Love Piker                       | E. Mason Hopper                    | Anita Stewart, Robert Frazer                                 | Romance           | Goldwyn        |
| The Love Pirate                      | Richard Thomas                     | Melbourne MacDowell, Carmel Myers                            | Drama             | FBO            |
| Loyal Lives                          | Charles Giblyn                     | Mary Carr, Faire Binney                                      | Drama             | Vitagraph      |
| Lucretia Lombard                     | Jack Conway                        | Irene Rich, Monte Blue, Norma Shearer                        | Drama             | Warner Bros.   |
| Madness of Youth                     | Jerome Storm                       | John Gilbert, Billie Dove                                    | Drama             | Fox Film       |
| The Mailman                          | Emory Johnson                      | Ralph Lewis, Johnnie Walker                                  | Drama             | FBO            |
| Main Street                          | Harry Beaumont                     | Florence Vidor, Monte Blue, Louise Fazenda                   | Drama             | Warner Bros.   |
| The Man Between                      | Finis Fox                          | Allan Forrest, Edna Murphy                                   | Crime             | Independent    |
| The Man from Brodney's               | David Smith                        | Alice Calhoun, Wanda Hawley                                  | Drama             | Vitagraph      |
| The Man Life Passed By               | Victor Schertzinger                | Jane Novak, Eva Novak                                        | Drama             | Metro          |
| The Man Next Door                    | Victor Schertzinger                | David Torrence, Alice Calhoun                                | Comedy            | Vitagraph      |
| A Man of Action                      | James W. Horne                     | Marguerite De La Motte, Raymond Hatton                       | Crime comedy      | First National |
| The Man Who Won                      | William A. Wellman                 | Dustin Farnum, Jacqueline Gadsden                            | Drama             | Fox Film       |
| Man's Size                           | Howard M. Mitchell                 | William Russell, Alma Bennett                                | Western           | Fox Film       |
| The Marriage Maker                   | William C. de Mille                | Agnes Ayres, Jack Holt, Mary Astor                           | Romance           | Paramount      |
| The Marriage Market                  | Edward LeSaint                     | Pauline Garon, Jack Mulhall                                  | Romantic comedy   | Columbia       |
| Mary of the Movies                   | John McDermott                     | Marion Mack, Creighton Hale                                  | Comedy            | FBO            |
| Masters of Men                       | David Smith                        | Earle Williams, Alice Calhoun, Cullen Landis                 | Drama             | Vitagraph      |
| Maytime                              | Louis J. Gasnier                   | Ethel Shannon, Clara Bow                                     | Romance           | Independent    |
| McGuire of the Mounted               | Richard Stanton                    | William Desmond, Louise Lorraine                             | Western           | Universal      |
| The Meanest Man in the World         | Edward F. Cline                    | Bert Lytell, Blanche Sweet                                   | Comedy            | First National |
| Men in the Raw                       | George Marshall                    | Jack Hoxie, Marguerite Clayton                               | Western           | Universal      |
| Merry-Go-Round                       | Erich von Stroheim                 | Norman Kerry, Mary Philbin                                   | Drama             | Universal      |
| The Midnight Alarm                   | David Smith                        | Alice Calhoun, Percy Marmont, Cullen Landis                  | Drama             | Vitagraph      |
| The Midnight Guest                   | George Archainbaud                 | Grace Darmond, Mahlon Hamilton                               | Crime             | Universal      |
| Mighty Lak' a Rose                   | Edwin Carewe                       | James Rennie, Dorothy Mackaill, Anders Randolf               | Drama             | First National |
| Mile-a-Minute Romeo                  | Lambert Hillyer                    | Tom Mix, James Mason                                         | Western           | Fox Film       |
| A Million to Burn                    | William Parke                      | Herbert Rawlinson, Beatrice Burnham                          | Comedy            | Universal      |
| The Miracle Baby                     | Val Paul                           | Harry Carey, Margaret Landis                                 | Western           | FBO            |
| The Miracle Makers                   | W. S. Van Dyke                     | Leah Baird, George Walsh                                     | Drama             | Independent    |
| Modern Marriage                      | Victor Heerman                     | Francis X. Bushman, Beverly Bayne                            | Crime             | Independent    |
| Modern Matrimony                     | Lawrence C. Windom                 | Owen Moore, Alice Lake                                       | Comedy            | Selznick       |
| Money, Money, Money                  | Tom Forman                         | Katherine MacDonald, Carl Stockdale                          | Drama             | First National |
| Mr. Billings Spends His Dime         | Wesley Ruggles                     | Walter Hiers, Jacqueline Logan                               | Comedy            | Paramount      |
| The Mysterious Witness               | Seymour Zeliff                     | Robert Gordon, Elinor Fair                                   | Western           | FBO            |
| The Nth Commandment                  | Frank Borzage                      | Colleen Moore, James Morrison                                | Drama             | Paramount      |
| The Near Lady                        | Herbert Blaché                     | Gladys Walton, Otis Harlan                                   | Comedy            | Universal      |
| The Ne'er Do-Well                    | Alfred E. Green                    | Thomas Meighan, Lila Lee, Gertrude Astor                     | Comedy            | Paramount      |
| The Net                              | J. Gordon Edwards                  | Barbara Castleton, Alan Roscoe                               | Crime             | Fox Film       |
| No Mother to Guide Her               | Charles Horan                      | Genevieve Tobin, John Webb Dillion                           | Drama             | Fox Film       |
| Nobody's Bride                       | Herbert Blaché                     | Herbert Rawlinson, Edna Murphy, Alice Lake                   | Crime             | Universal      |
| Nobody's Money                       | Wallace Worsley                    | Jack Holt, Wanda Hawley                                      | Comedy            | Paramount      |
| A Noise in Newboro                   | Harry Beaumont                     | Viola Dana, David Butler, Eva Novak                          | Comedy            | Metro          |
| North of Hudson Bay                  | John Ford                          | Tom Mix, Kathleen Key                                        | Action            | Fox Film       |
| An Old Sweetheart of Mine            | Harry Garson                       | Elliott Dexter, Helen Jerome Eddy                            | Romance           | Metro          |
| On the Banks of the Wabash           | J. Stuart Blackton                 | Mary Carr, Madge Evans, Burr McIntosh                        | Drama             | Vitagraph      |
| One Stolen Night                     | Robert Ensminger                   | Alice Calhoun, Herbert Heyes                                 | Drama             | Vitagraph      |
| Only 38                              | William C. deMille                 | May McAvoy, Lois Wilson, Elliott Dexter                      | Drama             | Paramount      |
| Other Men's Daughters                | Ben F. Wilson                      | Bryant Washburn, Mabel Forrest                               | Drama             | Independent    |
| Our Hospitality                      | John G. Blystone, Buster Keaton    | Buster Keaton, Natalie Talmadge                              | Comedy            | Metro          |
| Out of Luck                          | Edward Sedgwick                    | Hoot Gibson, Laura LaPlante                                  | Western           | Universal      |
| Penrod and Sam                       | William Beaudine                   | Ben Alexander, Gertrude Messinger                            | Comedy drama      | First National |
| The Pilgrim                          | Charles Chaplin                    | Charles Chaplin, Edna Purviance                              | Comedy            | First National |
| Pioneer Trails                       | David Smith                        | Cullen Landis, Alice Calhoun                                 | Western           | Vitagraph      |
| Playing It Wild                      | William Duncan                     | Edith Johnson, Edmund Cobb                                   | Western           | Vitagraph      |
| Pleasure Mad                         | Reginald Barker                    | Huntley Gordon, Mary Alden, Norma Shearer                    | Drama             | Metro          |
| Poor Men's Wives                     | Louis J. Gasnier                   | Barbara La Marr, David Butler, Betty Francisco               | Drama             | Independent    |
| Potash and Perlmutter                | Clarence G. Badger                 | Martha Mansfield, Ben Lyon                                   | Comedy            | First National |
| The Printer's Devil                  | William Beaudine                   | Wesley Barry, Harry Myers, Kathryn McGuire                   | Comedy            | Warner Bros.   |
| The Prisoner                         | Jack Conway                        | Herbert Rawlinson, Eileen Percy                              | Drama             | Universal      |
| Prodigal Daughters                   | Sam Wood                           | Gloria Swanson, Ralph Graves                                 | Drama             | Paramount      |
| Pure Grit                            | Nat Ross                           | Roy Stewart, Esther Ralston                                  | Western           | Universal      |
| Puritan Passions                     | Frank Tuttle                       | Glenn Hunter, Mary Astor                                     | Drama             | Independent    |
| The Purple Highway                   |                                    | Madge Kennedy, Monte Blue, Vincent Coleman, Pedro de Córdoba | Comedy drama      | Paramount      |
| Quicksands                           | Jack Conway                        | Helene Chadwick, Richard Dix, Alan Hale                      | Crime             | Independent    |
| Racing Hearts                        | Paul Powell                        | Agnes Ayres, Richard Dix                                     | Comedy drama      | Paramount      |
| The Ragged Edge                      | F. Harmon Weight                   | Alfred Lunt, George MacQuarrie                               | Romance           | Goldwyn        |
| Railroaded                           | Edmund Mortimer                    | Herbert Rawlinson, Esther Ralston                            | Drama             | Universal      |
| The Ramblin' Kid                     | Edward Sedgwick                    | Hoot Gibson, Laura La Plante                                 | Western           | Universal      |
| Red Lights                           | Clarence G. Badger                 | Marie Prevost, Raymond Griffith                              | Comedy drama      | Goldwyn        |
| The Red Warning                      | Robert N. Bradbury                 | Jack Hoxie, Fred Kohler                                      | Western           | Universal      |
| Refuge                               | Victor Schertzinger                | Katherine MacDonald, Hugh Thompson                           | Drama             | First National |
| The Remittance Woman                 | Wesley Ruggles                     | Ethel Clayton, Rockliffe Fellowes                            | Drama             | FBO            |
| The Rendezvous                       | Marshall Neilan                    | Richard Travers, Lucille Ricksen, Conrad Nagel               | Adventure         | Goldwyn        |
| Reno                                 | Rupert Hughes                      | Helene Chadwick, Lew Cody, George Walsh                      | Drama             | Goldwyn        |
| Richard the Lion-Hearted             | Chester Withey                     | Wallace Beery, Charles K. Gerrard, Marguerite De La Motte    | Historical        | Independent    |
| Romance Land                         | Edward Sedgwick                    | Tom Mix, Barbara Bedford                                     | Western           | Fox Film       |
| Rosita                               | Ernst Lubitsch                     | Mary Pickford, Holbrook Blinn                                | Drama             | United Artists |
| Rouged Lips                          | Harold M. Shaw                     | Viola Dana, Tom Moore                                        | Drama             | Metro          |
| Ruggles of Red Gap                   | James Cruze                        | Edward Everett Horton, Ernest Torrence, Lois Wilson          | Western           | Paramount      |
| Rupert of Hentzau                    | Victor Heerman                     | Bert Lytell, Elaine Hammerstein, Claire Windsor              | Adventure         | Selznick       |
| The Rustle of Silk                   | Herbert Brenon                     | Betty Compson, Conway Tearle, Anna Q. Nilsson                | Romance           | Paramount      |
| Safety Last!                         | Fred C. Newmeyer, Sam Taylor       | Harold Lloyd                                                 | Comedy            | Pathé Exchange |
| Salomy Jane                          | George Melford                     | Jacqueline Logan, George Fawcett                             | Western           | Paramount      |
| The Satin Girl                       | Arthur Rosson                      | Norman Kerry, Marc McDermott                                 | Crime             | Independent    |
| Sawdust                              | Jack Conway                        | Gladys Walton, Niles Welch, Edith Yorke                      | Drama             | Universal      |
| Scaramouche                          | Rex Ingram                         | Ramón Novarro, Alice Terry, Lewis Stone                      | Adventure         | Metro          |
| The Scarlet Car                      | Stuart Paton                       | Herbert Rawlinson, Claire Adams                              | Drama             | Universal      |
| The Scarlet Lily                     | Victor Schertzinger                | Katherine MacDonald, Orville Caldwell                        | Drama             | First National |
| Scars of Jealousy                    | Lambert Hillyer                    | Lloyd Hughes, Frank Keenan, Marguerite De La Motte           | Drama             | First National |
| Second Fiddle                        | Frank Tuttle                       | Glenn Hunter, Mary Astor                                     | Comedy drama      | Independent    |
| Second Hand Love                     | William A. Wellman                 | Buck Jones, Ruth Dwyer                                       | Drama             | Fox Film       |
| The Self-Made Wife                   | John Francis Dillon                | Ethel Grey Terry, Crauford Kent                              | Drama             | Universal      |
| Shadows of the North                 | Robert F. Hill                     | William Desmond, Virginia Brown Faire                        | Adventure         | Universal      |
| The Shepherd King                    | J. Gordon Edwards                  | Violet Mersereau, Nerio Bernardi                             | Drama             | Fox Film       |
| The Shock                            | Lambert Hillyer                    | Lon Chaney, Virginia Valli                                   | Drama             | Universal      |
| Shootin' for Love                    | Edward Sedgwick                    | Hoot Gibson, Laura La Plante                                 | Western           | Universal      |
| The Shriek of Araby                  | F. Richard Jones                   | Ben Turpin, Kathryn McGuire                                  | Comedy            | United Artists |
| The Silent Command                   | J. Gordon Edwards                  | Edmund Lowe, Béla Lugosi                                     | Drama             | Fox Film       |
| The Silent Partner                   | Charles Maigne                     | Leatrice Joy, Owen Moore                                     | Drama             | Paramount      |
| Single Handed                        | Edward Sedgwick                    | Hoot Gibson                                                  | Western           | Universal      |
| Sinner or Saint                      | Lawrence C. Windom                 | Betty Blythe, William P. Carleton                            | Drama             | Selznick       |
| Six Cylinder Love                    | Elmer Clifton                      | Ernest Truex, Florence Eldridge                              | Comedy            | Fox Film       |
| Six Days                             | Charles Brabin                     | Corinne Griffith, Frank Mayo, Myrtle Stedman                 | Drama             | Goldwyn        |
| The Six-Fifty                        | Nat Ross                           | Renée Adorée, Orville Caldwell, Gertrude Astor               | Drama             | Universal      |
| Sixty Cents an Hour                  | Joseph Henabery                    | Walter Hiers, Jacqueline Logan, Ricardo Cortez               | Comedy            | Paramount      |
| Skid Proof                           | Scott R. Dunlap                    | Buck Jones, Jacqueline Gadsden                               | Drama             | Fox Film       |
| Slander the Woman                    | Allen Holubar                      | Dorothy Phillips, Lewis Dayton                               | Drama             | First National |
| Slave of Desire                      | George D. Baker                    | George Walsh, Bessie Love, Carmel Myers                      | Drama             | Goldwyn        |
| Slippy McGee                         | Wesley Ruggles                     | Colleen Moore, Wheeler Oakman, Sam De Grasse                 | Drama             | First National |
| The Snow Bride                       | Henry Kolker                       | Alice Brady, Maurice "Lefty" Flynn                           | Romance           | Paramount      |
| Snowdrift                            | Scott R. Dunlap                    | Buck Jones, Irene Rich                                       | Action            | Fox Film       |
| The Social Code                      | Oscar Apfel                        | Viola Dana, Malcolm McGregor, Edna Flugrath                  | Drama             | Metro          |
| Soft Boiled                          | John G. Blystone                   | Tom Mix, Billie Dove                                         | Western comedy    | Fox Film       |
| The Song of Love                     | Chester M. Franklin                | Norma Talmadge, Joseph Schildkraut                           | Adventure         | First National |
| Soul of the Beast                    | John Griffith Wray                 | Madge Bellamy, Cullen Landis, Noah Beery                     | Drama             | Metro          |
| Souls for Sale                       | Rupert Hughes                      | Richard Dix, Eleanor Boardman                                | Drama             | Goldwyn        |
| South Sea Love                       | David Selman                       | Shirley Mason, Francis McDonald                              | Drama             | Fox Film       |
| The Spanish Dancer                   | Herbert Brenon                     | Pola Negri, Antonio Moreno, Wallace Beery                    | Romance           | Paramount      |
| The Spoilers                         | Lambert Hillyer                    | Milton Sills, Anna Q. Nilsson                                | Western           | Goldwyn        |
| St. Elmo                             | Jerome Storm                       | John Gilbert, Barbara La Marr, Bessie Love                   | Drama             | Fox Film       |
| The Steadfast Heart                  | Sheridan Hall                      | Marguerite Courtot, Miriam Battista                          | Drama             | Goldwyn        |
| Stephen Steps Out                    | Joseph Henabery                    | Douglas Fairbanks Jr., Harry Myers, Noah Beery               | Comedy            | Paramount      |
| Stepping Fast                        | Joseph Franz                       | Tom Mix, Claire Adams                                        | Western           | Fox Film       |
| Stormswept                           | Robert Thornby                     | Wallace Beery, Noah Beery, Virginia Brown Faire              | Drama             | FBO            |
| Strangers of the Night               | Fred Niblo                         | Matt Moore, Enid Bennett, Barbara La Marr                    | Comedy mystery    | Metro          |
| The Sunshine Trail                   | James W. Horne                     | Douglas MacLean, Edith Roberts                               | Western           | First National |
| Suzanna                              | F. Richard Jones                   | Mabel Normand, Walter McGrail                                | Comedy            | Independent    |
| Tea: With a Kick!                    | Erle C. Kenton                     | Doris May, Creighton Hale, Ralph Lewis                       | Comedy            | Independent    |
| The Temple of Venus                  | Henry Otto                         | William Walling, Mary Philbin, Alice Day                     | Fantasy           | Fox Film       |
| Temporary Marriage                   | Lambert Hillyer                    | Kenneth Harlan, Mildred Davis                                | Drama             | Independent    |
| Temptation                           | Edward LeSaint                     | Bryant Washburn, Eva Novak                                   | Drama             | Columbia       |
| The Ten Commandments                 | Cecil B. DeMille                   | Theodore Roberts                                             | Epic              | Paramount      |
| Three Ages                           | Buster Keaton                      | Buster Keaton, Margaret Leahy, Wallace Beery                 | Comedy            | Metro          |
| Three Jumps Ahead                    | John Ford                          | Tom Mix, Alma Bennett                                        | Western           | Fox Film       |
| Three O'Clock in the Morning         | Kenneth S. Webb                    | Constance Binney, Edmund Breese                              | Drama             | Independent    |
| Three Who Paid                       | Colin Campbell                     | Dustin Farnum, Bessie Love                                   | Western           | Fox Film       |
| Three Wise Fools                     | King Vidor                         | Claude Gillingwater, Eleanor Boardman                        | Drama             | Goldwyn        |
| The Thrill Chaser                    | Edward Sedgwick                    | Hoot Gibson, Billie Dove, James Neill                        | Western           | Universal      |
| Thundergate                          | Joseph De Grasse                   | Owen Moore, Virginia Brown Faire                             | Drama             | First National |
| Thundering Dawn                      | Harry Garson                       | J. Warren Kerrigan, Anna Q. Nilsson                          | Drama             | Universal      |
| The Tie That Binds                   | Joseph Levering                    | Walter Miller, Barbara Bedford, Raymond Hatton               | Drama             | Warner Bros.   |
| Tiger Rose                           | Sidney Franklin                    | Lenore Ulric, Forrest Stanley                                | Adventure         | Warner Bros.   |
| The Tiger's Claw                     | Joseph Henabery                    | Jack Holt, Eva Novak                                         | Drama             | Paramount      |
| Times Have Changed                   | James Flood                        | William Russell, Mabel Julienne Scott                        | Comedy drama      | Fox Film       |
| To the Ladies                        | James Cruze                        | Edward Everett Horton, Louise Dresser, Helen Jerome Eddy     | Comedy            | Paramount      |
| To the Last Man                      | Victor Fleming                     | Richard Dix, Lois Wilson, Noah Beery Sr.                     | Western           | Paramount      |
| Toilers of the Sea                   | Roy William Neill                  | Lucy Fox, Holmes Herbert                                     | Drama             | Selznick       |
| The Town Scandal                     | King Baggot                        | Gladys Walton, Edward Hearn                                  | Comedy            | Universal      |
| The Trail of the Lonesome Pine       | Charles Maigne                     | Mary Miles Minter, Antonio Moreno                            | Drama             | Paramount      |
| Trifling with Honor                  | Harry A. Pollard                   | Rockliffe Fellowes, Fritzi Ridgeway                          | Crime             | Universal      |
| Trilby                               | James Young                        | Andrée Lafayette, Creighton Hale                             | Drama             | First National |
| Trimmed in Scarlet                   | Jack Conway                        | Kathlyn Williams, Lucille Ricksen                            | Adventure         | Universal      |
| The Truth About Wives                | Lawrence C. Windom                 | Betty Blythe, Tyrone Power Sr.                               | Drama             | Independent    |
| Truxton King                         | Jerome Storm                       | John Gilbert, Ruth Clifford                                  | Drama             | Fox Film       |
| Twenty-One                           | John S. Robertson                  | Richard Barthelmess, Dorothy Mackaill                        | Romance           | First National |
| Under the Red Robe                   | Alan Crosland                      | Robert B. Mantell, Alma Rubens                               | Historical        | Goldwyn        |
| The Unknown Purple                   | Roland West                        | Henry B. Walthall, Alice Lake, Stuart Holmes                 | Science fiction   | Independent    |
| Unseeing Eyes                        | Edward H. Griffith                 | Lionel Barrymore, Seena Owen, Gustav von Seyffertitz         | Drama             | Goldwyn        |
| The Untameable                       | Herbert Blaché                     | Gladys Walton, Malcolm McGregor                              | Drama             | Universal      |
| Vanity Fair                          | Hugo Ballin                        | Mabel Ballin, Hobart Bosworth, George Walsh                  | Drama             | Goldwyn        |
| The Victor                           | Edward Laemmle                     | Herbert Rawlinson, Dorothy Manners                           | Sports comedy     | Universal      |
| The Virginian                        | Tom Forman                         | Florence Vidor, Kenneth Harlan                               | Western           | Independent    |
| The Voice from the Minaret           | Frank Lloyd                        | Norma Talmadge, Eugene O'Brien                               | Romance           | First National |
| Wandering Daughters                  | James Young                        | Marguerite De La Motte, Marjorie Daw                         | Comedy            | First National |
| The Wanters                          | John M. Stahl                      | Marie Prevost, Norma Shearer, Gertrude Astor                 | Drama             | First National |
| The West~Bound Limited               | Emory Johnson                      | Ralph Lewis, Claire McDowell, Ella Hall                      | Drama             | FBO            |
| West of the Water Tower              | Rollin S. Sturgeon                 | Glenn Hunter, May McAvoy, Ernest Torrence                    | Comedy            | Paramount      |
| What a Wife Learned                  | John Griffith Wray                 | John Bowers, Milton Sills, Marguerite De La Motte            | Drama             | First National |
| What Wives Want                      | Jack Conway                        | Ethel Grey Terry, Vernon Steele                              | Drama             | Universal      |
| The White Rose                       | D. W. Griffith                     | Mae Marsh, Ivor Novello, Carol Dempster                      | Drama             | United Artists |
| The White Sister                     | Henry King                         | Lillian Gish, Ronald Colman                                  | Drama             | Metro          |
| When Odds Are Even                   | James Flood                        | William Russell, Dorothy Devore                              | Drama             | Fox Film       |
| Where Is This West?                  | George Marshall                    | Jack Hoxie, Mary Philbin                                     | Western comedy    | Universal      |
| Where the North Begins               | Chester M. Franklin                | Claire Adams, Walter McGrail, Rin Tin Tin                    | Drama             | Warner Bros.   |
| Where the Pavement Ends              | Rex Ingram                         | Alice Terry, Ramon Novarro                                   | Romance           | Metro          |
| While Paris Sleeps                   | Maurice Tourneur                   | Lon Chaney, John Gilbert, Hardee Kirkland                    | Horror            | Independent    |
| The White Flower                     | Julia Crawford Ivers               | Betty Compson, Edmund Lowe                                   | Romance           | Paramount      |
| The White Rose                       | D. W. Griffith                     | Carol Dempster, Mae Marsh, Ivor Novello                      | Drama             | United Artists |
| The White Sister                     | Henry King                         | Lillian Gish, Ronald Colman                                  | Drama             | Metro          |
| White Tiger                          | Tod Browning                       | Priscilla Dean, Matt Moore                                   | Crime             | Universal      |
| Why Worry?                           | Fred Newmeyer, Sam Taylor          | Harold Lloyd, Jobyna Ralston                                 | Comedy            | Pathé Exchange |
| Wife in Name Only                    | George Terwilliger                 | Edmund Lowe, Mary Thurman, Edna May Oliver                   | Drama             | Selznick       |
| A Wife's Romance                     | Thomas N. Heffron                  | Clara Kimball Young, Lewis Dayton                            | Drama             | Metro          |
| Wild Bill Hickok                     | Clifford Smith                     | William S. Hart, Ethel Grey Terry                            | Western           | Paramount      |
| The Wild Party                       | Herbert Blaché                     | Gladys Walton, Robert Ellis, Esther Ralston                  | Comedy drama      | Universal      |
| Within the Law                       | Frank Lloyd                        | Norma Talmadge, Lew Cody                                     | Drama             | First National |
| The Woman in Chains                  | William P. Burt                    | Jean Acker, Martha Mansfield                                 | Drama             | Metro          |
| The Woman of Bronze                  | King Vidor                         | Clara Kimball Young, John Bowers                             | Drama             | Metro          |
| A Woman of Paris                     | Charles Chaplin                    | Edna Purviance, Carl Miller                                  | Romance Drama     | United Artists |
| Woman-Proof                          | Alfred E. Green                    | Thomas Meighan, Lila Lee, Louise Dresser                     | Comedy            | Paramount      |
| The Woman with Four Faces            | Herbert Brenon                     | Betty Compson, Richard Dix, Theodore von Eltz                | Crime             | Paramount      |
| The World's Applause                 | William C. DeMille                 | Bebe Daniels, Lewis Stone                                    | Drama             | Paramount      |
| Yesterday's Wife                     | Edward LeSaint                     | Irene Rich, Eileen Percy                                     | Romance           | Columbia       |
| You Can't Fool Your Wife             | George Melford                     | Leatrice Joy, Nita Naldi                                     | Drama             | Paramount      |
| Your Friend and Mine                 | Clarence G. Badger                 | Enid Bennett, Huntley Gordon                                 | Drama             | Metro          |
| Zaza                                 | Allan Dwan                         | Gloria Swanson, H. B. Warner                                 | Romance           | Paramount      |